# FA Vase
La Football Association Challenge Vase, abbreviata in FA Vase, è una competizione calcistica inglese a cui partecipano squadre dilettantistiche, sotto lo step 4 del National League System.

## Storia
Fino al 1974, i calciatori erano suddivisi in professionisti o dilettanti. I professionisti venivano pagati dove giocavano, e l'unica competizione a cui potevano partecipare era la FA Cup e dopo il 1969, per i club al di fuori della English Football League, la FA Trophy. I dilettanti, d'altronde, non venivano pagati dove giocavano (almeno non ufficialmente), e questi club partecipavano a un'altra coppa, la FA Amateur Cup.
Nel 1974, con molti giocatori dilettanti che venivano pagati dove giocavano, la FA decise di abolire la distinzione, eliminando la Amateur Cup e introducendo la FA Vase per la maggior parte dei club che avevano già giocato nella competizione. Ben oltre 200 club parteciparono alla prima edizione nella stagione 1974-1975, l'Hoddesdon Town della Spartan League sconfisse l'Epsom & Ewell della Surrey Senior League 2-1 in finale al vecchio Wembley Stadium davanti a 9 000 spettatori.

## Albo d'oro
| Squadra             | Vittorie | Secondi posti |
| ------------------- | -------- | ------------- |
| Whitley Bay         | 4        | 0             |
| Billericay Town     | 3        | 0             |
| Tiverton Town       | 2        | 1             |
| Halesowen Town      | 2        | 1             |
| Brigg Town          | 2        | 0             |
| Stamford            | 1        | 2             |
| Taunton Town        | 1        | 1             |
| Bridlington Town    | 1        | 1             |
| Guiseley            | 1        | 1             |
| Morpeth Town        | 1        | 0             |
| North Shields       | 1        | 0             |
| Sholing             | 1        | 0             |
| Spennymoor Town     | 1        | 0             |
| Dunston UTS         | 1        | 0             |
| Fylde               | 1        | 0             |
| Truro City          | 1        | 0             |
| Nantwich Town       | 1        | 0             |
| Didcot Town         | 1        | 0             |
| Winchester City     | 1        | 0             |
| Deal Town           | 1        | 0             |
| Whitby Town         | 1        | 0             |
| Arlesey Town        | 1        | 0             |
| Diss Town           | 1        | 0             |
| Wimborne Town       | 1        | 0             |
| Yeading             | 1        | 0             |
| Tamworth            | 1        | 0             |
| Colne Dynamoes      | 1        | 0             |
| St Helens Town      | 1        | 0             |
| Stansted            | 1        | 0             |
| VS Rugby            | 1        | 0             |
| Forest Green        | 1        | 0             |
| Whickham            | 1        | 0             |
| Newcastle Blue Star | 1        | 0             |
| Hoddesdon Town      | 1        | 0             |
| South Shields       | 1        | 0             |
| Thatcham Town       | 1        | 0             |